# Kingston Park
Kingston Park è un complesso multifunzione che si trova nella città inglese di Newcastle upon Tyne, inaugurato nel 1990.
Capace di poco più di 10 000 posti, è il terreno interno della squadra di rugby a 15 del Newcastle Falcons; è usato anche dalla formazione riserve del club calcistico del Newcastle United.
Originariamente impianto di proprietà comunale, passò in seguito al Newcastle Falcons per poi essere ceduto all'Università della Northumbria che con un accordo ha lasciato la gestione della struttura al club rugbistico.

## Storia
Nel 1990 il Newcastle Gosforth, nome con cui era noto all'epoca il Newcastle Falcons, acquistò la proprietà del campo di gioco di Kingston Park per 55 000 sterline.
Dall'avvento del professionismo in avanti lo stadio fu sottoposto a diverse ristrutturazioni, la più importante delle quali riguardò l'installazione di una tribuna coperta sul lato occidentale, nota come West Stand; sul lato corto meridionale sorge la South Stand, anch'essa coperta, mentre su quello opposto fu edificata la North Stand, scoperta, benché sia allo studio un progetto per realizzare una tettoia anche su di essa.
Il lato orientale dello stadio è riservato alla club house del Newcastle Falcons nonché i bar e gli spogliatoi; tuttavia, all'epoca dell'acquisizione del terreno, ivi si trovava l'unica tribuna presente nell'impianto.
La capacità totale di Kingston Park è oggi di 10 200 posti a sedere.
Nel 2007 il Newcastle Falcons, a seguito di difficoltà finanziarie, cedette il terreno alla banca inglese Northern Rock, sponsor del club, per la cifra di circa 15 milioni di sterline, pochi mesi prima del fallimento dell'istituto di credito; a fine 2008 l'Università di Northumbria rilevò a sua volta Kingston Park per una cifra che non fu resa nota al fine di sviluppare insieme al club un polo d'eccellenza nella formazione dei giovani giocatori; il contratto di locazione dell'impianto rimase in essere e il club poté continuare a tenervi gli incontri interni, anche se in coabitazione con la squadra riserve del Newcastle United, club calcistico concittadino.
Dalla stagione 2014-15 lo stadio ha un nuovo fondo, un terreno artificiale approvato sia dal comitato esecutivo di Premiership Rugby che dal comune di Newcastle upon Tyne; la decisione di installare un campo in erba sintetica di nuova generazione nacque dai problemi nella gestione del prato naturale visto il clima del nord-est dell'Inghilterra soprattutto nei mesi invernali; dei lavori fu incaricata l'azienda inglese SIS Pitches; il nuovo terreno è operativo dall'inizio del campionato, anche se la sua adozione ha suscitato dubbi in specialisti della disciplina come l'allenatore internazionale scozzese Ian McGeechan, il quale ha obiettato che un terreno di gioco più veloce, benché non presenti controindicazioni dal punto di vista della sicurezza fisica dei giocatori, obbliga a una maggior precisione nei passaggi e controllo di palla, tutti fattori da tenere in considerazione per una squadra neopromossa in prima divisione.
Kingston Park è il secondo campo della Premiership in ordine cronologico a non usare erba naturale; prima di esso il Madejski Stadium di Reading, terreno interno dei Saracens, che utilizza la soluzione ibrida erba/sintetico GrassMaster.